# Világfajta szőlők

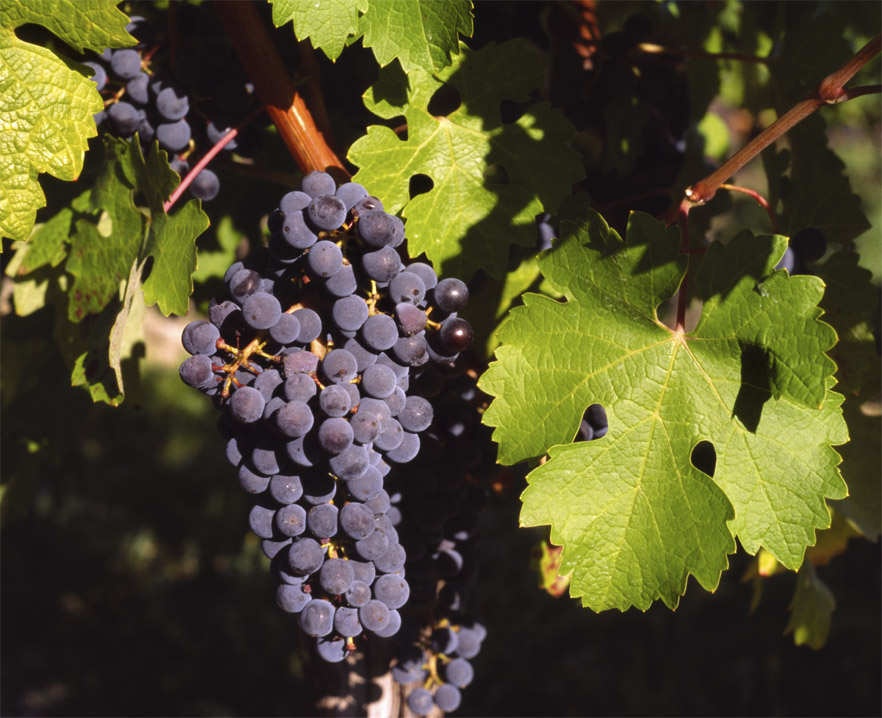
Cabernet sauvignon, amely a világ egyik legismertebb és legnagyobb területen termesztett kékszőlő fajtája

A világfajta szőlők kifejezés néhány évvel ezelőtt vált általánossá, s ezt ma már a gyümölcstermesztők is egyre gyakrabban emlegetik. Fogalomköre a szőlő esetében jól definiálható. A helyi tájfajtákkal szemben, amelyeket „csak ott termesztenek”, addig a világfajtáknál „az egész világon elterjedt” kifejezések világítják meg a fogalom lényegét. A fogalom a szőlőfajták földrajzi elterjedtség szerinti csoportosítása kapcsán született, s általában akkor alkalmazzák, ha e fajtákat egy adott ország helyi és más csoportba sorolható fajtával állítják szembe. A helyi és a világfajta megkülönböztetés esetenként mesterkéltnek tűnhet, miután a világfajták kialakulásuk helyén helyi vagy endemikus élőlénynek, őshonos fajtáknak tekinthetők, viszont az is igaz, hogy itt sem lett minden helyi világfajta.
A szőlőtermesztők és a borászok szókincse az utóbbi két évtizedben új kifejezéssel gyarapodott. A szőlőfajták egy részének a világfajták közé sorolását napjainkban Magyarországon és külföldön egyaránt elfogadják. E Szűkebb értelmezés szerint e csoportba azok a zömmel francia eredetű borszőlőfajták tartoznak, amelyek fajtakarakterüket a legváltozatosabb környezeti feltételek között megőrzik, boruk közel azonos minőségű, könnyen azonosítható, a világpiacokon egyre keresettebb. E fajták legtöbbje sok évszázaddal ezelőtt alakult ki, s termesztésük hosszú időn át elsősorban Franciaországhoz kötődött. Terjedésük az utóbbi évtizedekben számos okból nemcsak Franciaországban, hanem világszerte felgyorsult. Ez történt Magyarországon is. Franciaországban terjedésük az utóbbi 30 évben sokkal nagyobb ütemű volt. 1988-ban a legfontosabb 14 fajta területe közel 250 ezer ha-ra növekedett, országos részesedése, pedig meghaladta a 24%-ot. Szembetűnő területük növekedése több európai országban és más kontinensek országaiban is. Az eredetvédelemben részesített borok jelentős része világfajtákból készül. Terjedésük és kiváló minőségük következményeként a világkereskedelemben egyre több a világfajtákból készített és forgalmazott „fajtaborok” száma. A világfajták további terjesztéséhez Magyarországon is nagy szakmai és gazdasági érdek fűződik, mert minőségnövelésnek elsősorban e fajták letéteményesei. A belőlük készített magyar borok bármely ország hasonló boraival felveszik a versenyt.

## Főbb fajtái
Tágabb értelmezés szerint világfajta minden olyan fajta, amit a legtöbb szőlőtermesztő országban termesztenek vagy ismernek. Ez esetben elsősorban a csemegeszőlő fajtákra gondolunk, például a Csabagyöngyére, a Chasselasra, a Hamburgi muskotályra, az Italiára, a sok néven termesztett Afuz Alira stb., de világfajtának tekinthetnénk az egyre több országban ismert Zala gyöngyét is.

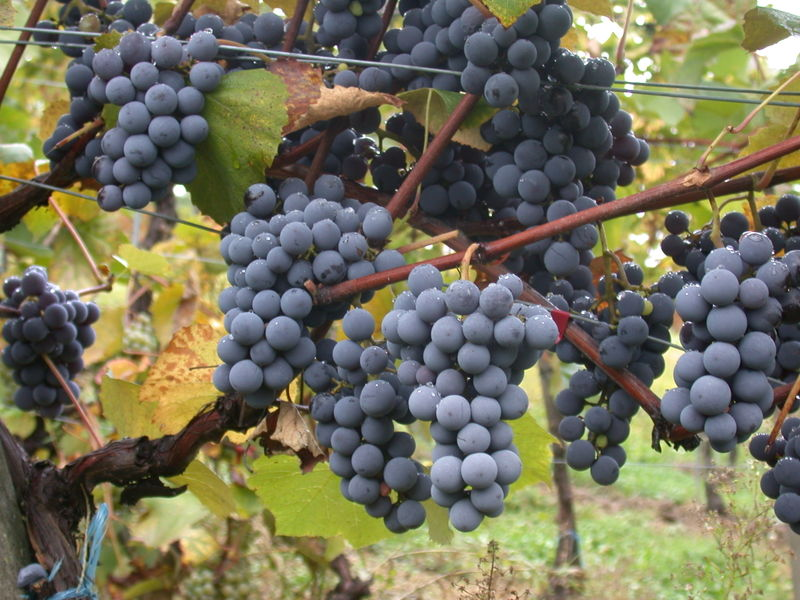
Gamay szőlő

A Cabernet sauvignon Európa számos országában közel azonos, de mindig kiváló minőségű bort ad, s mindegyik helyen könnyen felismerhető. E fajták legtöbbjét évszázadok óta ismerik. A Pinot fajtacsoport kialakulása a római császárság idejére, a nagy világfajták, például a Cabernet sauvignon, a Rajnai rizling, a Chardonnay megjelenése a 14.-15. századra tehető. leírták ezeket a századforduló magyar ampelográfusai is. Bár nagy értéküket mindig kiemelték, a szőlőfajta-összetételből több ok miatt a legutóbbi egy-két évtizedig mindig kimaradtak. Gyors terjedésük a 20. század második felére tehető. Különösen látványosan bővült területek Franciaországban, ahol az 1958. évi felmérés szerint 43 ezer hektárt kitevő öt vörösborszőlő-fajta, a Merlot, a Cabernet franc, a Cabernet sauvignon, a Syrah, a Gamayt 1985-ben, nem érte el a 2000 hektárt.
A fehérborokat adó világfajták franciaországi fejlődése nem volt ennyire szembetűnő (Franciaország elsősorban vörösbortermelő ország), de a Chardonnay területe 30 év alatt két és félszerese, majdnem 20 ezer hektárra, a Sauvignoné több mint kétszeresére, 12 ezer hektárra, a rajnai rizlingé több mint háromszázszorosára, 3000 hektárra emelkedett. (Ez utóbbit csak Elzászban termesztik.) Ugyanezen fajták területe Magyarországon 1985-ben, (sorrendben) 1800, 400, illetve 1000 ha volt.
Világfajták közé sorolhatók a fentieken kívül a Pinot blanc, és Pinot gris, a Melon, a Semillon fehér- s a Cinsaut vörösborszőlő-fajták. Ez utóbbi területe Franciaországban ugyancsak az elmúlt 30 év alatt több mint négyszeresére, 48 ezer ha-ra nőtt.
A világfajták e nagymértékű terjedésével párhuzamosan szinte teljesen eltűntek a termesztésből a rezisztens hibridek (területük az 1958. évi 400 ezer ha-ról 1988-ra 22 ezer ha-ra csökkent), s teljesen visszaesett az 1958-ban még közel 50 ezer ha-t kitevő festőszőlők területe ( kb. 2000 ha-ra).
Látványos a világfajták terjedése a Franciaországot nagy lépésekkel követő Olaszországban is. A korlátozott ökológiai feltételek között (kis hőösszegek mellett) termelő Németországban a világfajták közül a Pinot noir területe az elmúlt harminc évben megnégyszereződött, 1,1 ezer ha-ról 4,5 ha-ra nőtt, a Kékfrankosé nem változott. A szinte kizárólag francia eredetű világfajták terjedését sokan múló divatnak, manipulált ízlésváltozásnak tekintik, ezért úgy gondolják, hogy Magyarország szőlőtermesztésének nem ebben az irányban kellene fejlődnie. A minőségi borok kategóriájában hosszú évek óta elsősorban a világfajták borait lehet eladni, többek között azért, mert ezek bárhonnan is származnak, könnyen azonosíthatók, keményebben fogalmazva: nem hamisíthatók.
A világpiacon szinte minden szőlőtermelő ország e fajtákkal van jelen. E fajták minőségét, értékét az 1992. évi magyarországi országos borverseny eredményei jól tükrözik. Dr. Ásvány Ákos írásban is megjelent közlése szerint 20 mintával indított Pinot-gris-ből 10 nyert arany- és 8 ezüstérmet. Kiemelkedett a 25 Chardonnay minta is. A vörösborszőlő- fajták között a 17 Cabernet sauvignon mintából 8 nyert arany-, 8 pedig ezüstérmet. A világfajták térhódítása (ilyen fajtájú borokat exportálnak a bolgárok és a románok) bennünket is e fajták gyorsabb ütemű telepítésére kötelez.

## Gyors terjedésük okai
- Nagymértékű és gyors terjedésük több okkal magyarázható. Ezek sorában boruk minősége játssza a legfontosabb szerepet. E fajták legtöbbje az eltérő ökológiai viszonyokra kevésbé érzékeny, ezen belül biztonságos, illetve kedvező beérésük miatt évjárat- érzékenységük is mérsékelt. Visszafogott, esetenként gyenge termőképességük a termesztéstechnológia fejlődésével, változásával azokban az országokban is kedvezőbbé vált, a melyekben termeszthetőségüknek hosszú időn keresztül ez volt az egyik legfontosabb fékezője.
- Növekvő megbecsültségüknek egyik jellemzője, hogy a szőlőtermesztést jelenleg bevezető országokban e fajtákat telepítik. Mivel e fajták Franciaországban kivétel nélkül az eredetvédelem részei, s ez utóbbi irányzat világtendenciává vált, e fajták termesztési jelentősége felértékelődött.
- Számos országban a gyakran késői érésű, esetenként tömegborszőlő-fajtáknak minősíthető helyi fajtáknak verhetetlen versenytársai lehettek, de jobb minőséget adnak a Közép-Európában, illetve a német nyelvterületeken nagyobb felületen termesztett, gyakran alacsony savtartalmú fajtáknál is. E fajták a megváltozott borízlésnek jól megfelelnek. Amellett, hogy igazi nagy borokat adhatnak, a könnyű, gyümölcsillatú, szép színű reduktív fehérborok iránti igényt is jól kielégítik, az e fajtákból készített vörösborok, pedig utolérhetetlen minőségűek.
- A világpiaci kereslet e fajták borai iránt jelentősen megnőtt, s mert neveik évszázadok óta ismertek, értékesítésük nem jár olyan gondokkal, mint a világpiacon ismeretlen, ráadásul nehezen kiejthető nevű fajtáké. A szőlőfajta nevének a bor nevében való szerepeltetése egyre gyakoribb.A világfajták gyors terjedését a szakemberek általában kedvezőnek ítélik, de hallani olyan véleményt is, hogy vajon ez a térhódítás nem vezet-e világpiaci szegényesedéshez?

## Területük változása Franciaországban

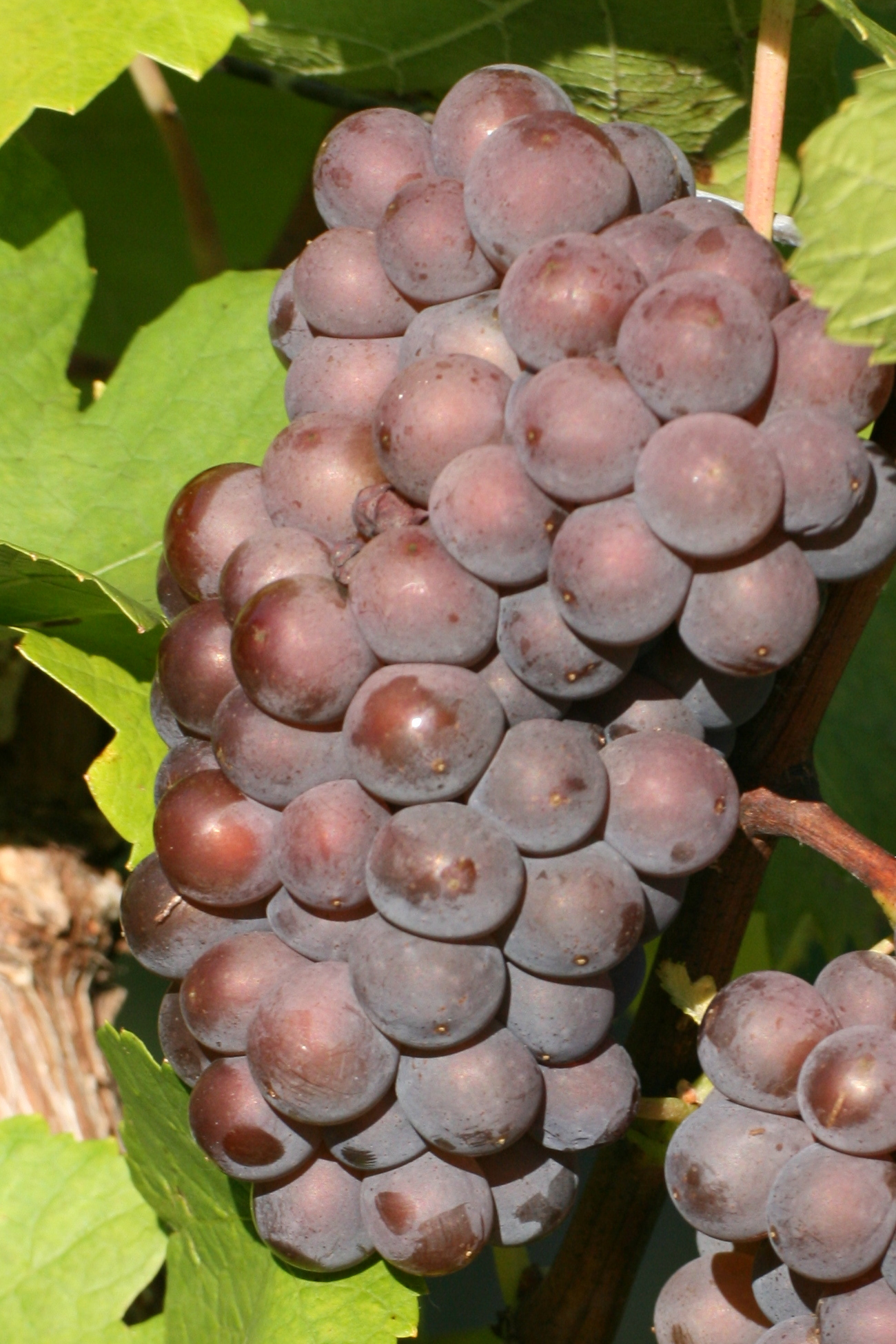
A szürkebarát vagy Pinot gris, Ruländer, Auvergans gris, Szürke klevner, Pinot grigio, Brauer Klevner, Burgundi szürke) egy franciaországi eredetű világfajta szőlő

E fajták franciaországi terjedése külön figyelmet érdemel és sok tanulsággal szolgál. Területük változása pontos statisztikai adatokkal jól nyomon követhető. A világfajták egy részét már 1958-ban is viszonylag nagy területeken termesztették. Harminc évvel később több fajta területe háromszorosára (a Cabernet Sauvignoné 4,6- szeresére), együttes területük 60 ezer ha-ról 190 ezer ha-ra növekedett. A Pinot blanc s a Galet szerint 550 ha-nyi Pinot gris és a Rajnai rizling viszonylag szerényebb területe azzal függ össze, hogy ezeket Franciaországban csak a kb. 11 ezer ha területű Elzászi borvidéken termesztik. Franciaországban a Semillon területének jelentős része visszaesett. A vörösborszőlő- fajtáké pedig jelentősen nőtt 8 a syrah noiré 17 szeresére). A világfajták részesedése 1958-ban 7,4%-ot, 1998-ban pedig (amikorra az összes terület egyharmaddal csökkent) kereken 224%-ot tett ki. A világfajták e jelentős előretörésével párhuzamosan az interspecifikus fajták ültetvényeit a franciák szinte teljesen felszámolták. (1958. évi 400 ezer ha-nyi területük 1998-ra 22 ezer ha-ra csökkent), s szinte teljesen eltűntek a festőlevelű fajták. (1958. évi 50 ezer ha területükből 1988-ra alig két ezer maradt). Jelentősen csökkent a kifejezetten tömegtermő fajták területe, például az Aramoné, amelyet 1958-ban még 150 ezer ha-on, 1988-ban pedig már csak 34,6 ezer ha-on termesztettek. jelentősen, közel harmadára csökkent a csemegeszőlők-fajták területe is 8 49 ezerről 19 ezer ha-ra). A franciaországi fajtaválasztékban bekövetkezett változások számukra is sok tanulsággal szolgálnak s a fajtapolitikát illetően bátrabb lépésekre ösztönöznek.

## Terjedésük más országokban
A világfajták értékeire egyre egyre több országban figyelnek fel. Az egyes fajták tételes számbavétele előtt kiemelhető Olaszországot, ahol az 1981. évi rendeleti szabályozás szerint a fajták termesztését jelentős mértékben kiterjesztették. Az adatok alapján különösen feltűnő a Cabernet sauvignon térhódítása. A Merlot adatai azért nem változtak jelentősen, mert ez már e rendelet előtt az olaszok egyik legkedveltebb fajtája volt.
A mindig is figyelmet érdemlő Németországban és a szomszédos Ausztriában is terjed néhány világfajta. Németországban a Pinot blanc és a Pinot gris, de különösen a Pinot noir területének jelentős változására (tovább nőtt Németország főfajtájának, a Rajnai rizlingnek a területe is.). Az osztrák adatok közül a Pinot blanc megbecsültsége s a Pinot gris szerény területi részesedése tűnik szembe. E két országban a három nagy vörösborszőlő-fajtát nem termesztik. A világfajták a többi európai és a fontosabb tengerentúli országokban a 80-as években a következő területekkel szerepeltek: A Chardonnay-t Európa legtöbb szőlőtermelő országában egyre nagyobb területen termesztik. Több országban a pezsgőgyártás egyik fő fajtája. A Pinot blanc elterjedtsége nagyszámú hason neve miatt nehezen tisztázható. jelenleg legnagyobb területen, mintegy 3 ezer ha-on Olaszországban, Ausztriában és Németországban terjesztik.
A Pinot gris termesztése nagyobbrészt Európára korlátozódik. Területe 1990-ben Olaszországban 2,5 ezer ha, Németországban 1992-ben ugyancsak 2,5 ezer ha volt. A Rajnai rizling szinte a világ minden szőlőtermesztő országában ismert, de olyan nagy területen sehol sem terjedt el, mint eredeti lelőhelyén Németországban.
A sárga muskotály (Muscat blanc) a melegebb, szárazabb területek fajtája. Spanyolországban 23 ezer, a volt, a régi Jugoszláviában 6 ezer, Görögországban 5 ezer, Bulgáriában 5 ezer, Romániában 3 ezer ha ültetvény van belőle.A Merlot nagy területen termesztett fajta. Olaszországi ültetvényeit 32 ezer ha-ra becsülik. A Pinot noir nemcsak Franciaországban, hanem sok más országban is terjed. különösen szembetűnő németországi területének jelentős növekedése. Kb. 3 ezer ha-on terjesztik Svájc-ban, 2,6 ezer ha-on Észak- Olaszországban. Terjedése pezsgőkészítésre alkalmassága miatt felgyorsult.
A világfajták száma a Magyarországon ismerteknél nagyobb. E fajtákat különösen az Európán kívüli szőlőtermesztő országokban részben az ott tevékenykedő francia szakértők terjesztették el, részben pedig azok a szakemberek, akik tanulmányaikat Franciaországban végezték s vitték magukkal e fajtákat. Közöttük Semillon lett az egyik legelterjedtebb fajta. jelentős a területe a Syrah noir fajtának is.
Az új szőlőtermelő országokra mind a fajösszetétel, mind a borászati technológia fejlődését illetően a borászati nagyhatalomnak számító Franciaország van a legnagyobb hatással. érdemes megjegyezni, hogy Európa néhány hagyományos szőlőtermesztő országában, különösen Spanyolországban és Portugáliában a világfajták terjedése kevésbé látványos, mint a közép-európai országokban vagy a franciákat mindenben követő Olaszországban.